# 巴伐利亞的伊麗莎白·瑪麗
巴伐利亞的伊麗莎白·瑪麗（德語：Elisabeth Marie von Bayern，1874年1月8日—1957年3月4日），奧地利皇帝法蘭茲·約瑟夫一世的第一個孫女，也是巴伐利亞國王路德維希三世的姪女。

## 家庭
1893年，伊麗莎白·瑪麗與奧托·路德維希·菲利普·馮·西弗里德（Otto Ludwig Philipp von Seefried）結婚，兩人共有1子3女：
1. 伊麗莎白（1897年—1975年）
2. 奧古斯塔（1899年—1978年），與阿達爾貝特王子結婚
3. 瑪麗·瓦萊麗（1901年—1972年）
4. 法蘭茲·約瑟夫（1904年—1969年）